# Законодательное собрание Пензенской области
Законодательное собрание Пензенской области — законодательный (представительный) орган государственной власти Пензенской области, является постоянно действующим высшим и единственным органом законодательной власти Пензенской области.
Действует с 1994 года по настоящее время.
Состоит из 36 депутатов, которые избираются непосредственно населением Пензенской области на основе всеобщего равного и прямого избирательного права при тайном голосовании сроком на 5 лет.
Выборы осуществляются по смешанной избирательной системе:
- 18 депутатов избираются по одномандатным избирательным округам (мажоритарная избирательная система);
- 18 депутатов — по областному избирательному округу пропорционально числу голосов, поданных за списки кандидатов в депутаты, выдвинутые избирательными объединениями (пропорциональная избирательная система).

## Созывы Законодательного собрания
С 1994 года по настоящее время было избрано семь созывов Законодательного собрания Пензенской области.
В 1994—2007 гг. (1, 2 и 3-й созывы) Законодательное собрание состояло из 45 депутатов.
Каждый депутат избирался по одномандатному избирательному округу (мажоритарная избирательная система).
Председателем Законодательного собрания Пензенской области 1-го созыва (1994—1997 гг.) и 2-го созыва (1997—2002 гг.) был Юрий Вечкасов.
Третий созыв был избран 14 апреля 2002 года. Председателями Законодательного собрания Пензенской области 3-го созыва были Виктор Лазуткин (с апреля 2002 года по декабрь 2003 года) и Виктор Черушов (с декабря 2003 года по декабрь 2007 года).

### Четвёртый созыв
С 2007 по 2012 годы (4-й созыв) Законодательное собрание состояло из 25 депутатов.
Выборы осуществлялись по смешанной избирательной системе:
- 12 депутатов избирались по одномандатным избирательным округам (мажоритарная избирательная система);
- 13 депутатов — по областному избирательному округу пропорционально числу голосов, поданных за списки кандидатов в депутаты, выдвинутые избирательными объединениями (пропорциональная избирательная система).

Четвёртый созыв был избран в единый день голосования 2 декабря 2007 года. Председателем Законодательного собрания Пензенской области 4-го созыва был Александр Гуляков (с декабря 2007 по октябрь 2012 года).

#### Фракции 4-го созыва
| Фракция             | Руководитель фракции                                                            | Кол-во депутатов |
| ------------------- | ------------------------------------------------------------------------------- | ---------------- |
| Единая Россия       | Вадим Николаевич Супиков (2007—2012)                                            | 22               |
| КПРФ                | Владимир Александрович Симагин (2007—2011), Георгий Петрович Камнев (2011—2012) | 2                |
| Справедливая Россия | Геннадий Леонидович Ерошин (2007—2012)                                          | 1                |

### Пятый созыв
С октября 2012 года (5-й и 6-й созывы) Законодательное собрание состоит из 36 депутатов. 18 депутатов избираются по одномандатным избирательным округам, 18 — по пропорциональной системе.
Пятый созыв Законодательного собрания Пензенской области был избран в единый день голосования 14 октября 2012 года.
По всем 18-ти одномандатным избирательным округам были избраны депутатами кандидаты, выдвинутые партией Единая Россия. По пропорциональной системе были избраны 16 депутатов, выдвинутых партией Единая Россия, и 2 депутата, выдвинутые КПРФ.
Установочная сессия Законодательного собрания Пензенской области пятого созыва состоялась 22 октября 2012 года. Председателем Законодательного собрания был избран Иван Белозерцев. 10 июня 2015 года он сложил сложил полномочия председателя Законодательного собрания в связи с назначением временно исполняющим обязанности губернатора Пензенской области. Временно исполняющим обязанности председателя Законодательного собрания Пензенской области стал Валерий Лидин, который 11 августа 2015 года был избран председателем Законодательного собрания.

#### Фракции 5-го созыва
| Фракция       | Руководитель фракции                 | Кол-во депутатов |
| ------------- | ------------------------------------ | ---------------- |
| Единая Россия | Вадим Николаевич Супиков (2012—2017) | 34               |
| КПРФ          | Георгий Петрович Камнев (2012—2017)  | 2                |

### Шестой созыв
Шестой созыв Законодательного собрания Пензенской области был избран в единый день голосования 10 сентября 2017 года.
По всем 18-ти одномандатным избирательным округам были избраны депутатами кандидаты, выдвинутые партией Единая Россия. По пропорциональной системе были избраны 14 депутатов, выдвинутых партией Единая Россия, 2 депутата, выдвинутые КПРФ, 1 депутат, выдвинутый ЛДПР и один депутат, выдвинутый партией «Справедливая Россия».
Установочная сессия Законодательного собрания Пензенской области шестого созыва состоялась 26 сентября 2017 года. Председателем Законодательного собрания был избран Валерий Лидин.

#### Фракции 6-го созыва
| Фракция             | Руководитель фракции                                                        | Кол-во депутатов |
| ------------------- | --------------------------------------------------------------------------- | ---------------- |
| Единая Россия       | Вадим Николаевич Супиков (2017—2022)                                        | 32               |
| КПРФ                | Георгий Петрович Камнев (2017—2021), Петров Алексей Анатольевич (2021—2022) | 2                |
| ЛДПР                | Васильев Александр Евгеньевич (2017—2022)                                   | 1                |
| Справедливая Россия | Плахута Валерий Анатольевич (2017—2022)                                     | 1                |

Полномочия депутатов Законодательного собрания Пензенской области 6-го созыва истекли в сентябре 2022 года. Выборы депутатов 7-го созыва состоялись в единый день голосования 11 сентября 2022 года.

### Действующий созыв
Действующий (седьмой) созыв Законодательного собрания Пензенской области был избран в единый день голосования 11 сентября 2022 года.
По 17-ти одномандатным избирательным округам были избраны депутатами кандидаты, выдвинутые партией Единая Россия, по одному избирательному округу был избран кандидат, выдвинутый ЛДПР. По пропорциональной системе были избраны 15 депутатов, выдвинутых партией Единая Россия, 2 депутата, выдвинутых КПРФ и 1 депутат, выдвинутый ЛДПР.
Установочная сессия Законодательного собрания Пензенской области седьмого созыва состоялась 21 сентября 2022 года. Председателем Законодательного Собрания был избран Вадим Супиков.

#### Фракции 7-го созыва
| Фракция       | Руководитель фракции                 | Кол-во депутатов |
| ------------- | ------------------------------------ | ---------------- |
| Единая Россия | Сергей Николаевич Мельников (с 2022) | 32               |
| КПРФ          | Дмитрий Олегович Филяев              | 2                |
| ЛДПР          | Павел Владимирович Куликов           | 2                |

Полномочия депутатов Законодательного собрания Пензенской области 7-го созыва истекут в сентябре 2027 года. Выборы депутатов 8-го созыва состоятся в единый день голосования 12 сентября 2027 года.

## Председатели Законодательного собрания
| Порядок | Ф. И. О. председателя          | Время пребывания в должности          | Партия        | Созыв                      |
| ------- | ------------------------------ | ------------------------------------- | ------------- | -------------------------- |
| 1       | Вечкасов, Юрий Иванович        | 11 февраля 1994 — 14 апреля 2002      | беспартийный  | Первый созыв, второй созыв |
| 2       | Лазуткин, Виктор Александрович | 19 апреля 2002 — 7 декабря 2003       | Единая Россия | Третий созыв               |
| 3       | Черушов, Виктор Афанасьевич    | 19 декабря 2003 — 2 декабря 2007      | Единая Россия | Третий созыв               |
| 4       | Гуляков, Александр Дмитриевич  | 14 декабря 2007 — 14 октября 2012     | Единая Россия | Четвёртый созыв            |
| 5       | Белозерцев, Иван Александрович | 22 октября 2012 — 10 июня 2015        | Единая Россия | Пятый созыв                |
| —       | Лидин, Валерий Кузьмич         | 10 июня — 11 августа 2015 (вр. и. о.) | Единая Россия | Пятый созыв                |
| 6       | Лидин, Валерий Кузьмич         | 11 августа 2015 — 10 сентября 2017    | Единая Россия | Пятый созыв                |
| 6       | Лидин, Валерий Кузьмич         | 26 сентября 2017 — 21 сентября 2022   | Единая Россия | Шестой созыв               |
| 7       | Супиков, Вадим Николаевич      | с 21 сентября 2022                    | Единая Россия | Седьмой созыв              |

## Члены Совета Федерации от Законодательного собрания
Члены Совета Федерации Федерального Собрания Российской Федерации — представители от Законодательного Собрания Пензенской области:
| Порядок | Ф. И. О. председателя         | Время пребывания в должности     |
| ------- | ----------------------------- | -------------------------------- |
| 1       | Пашков Александр Владимирович | 21 декабря 2001 — 28 мая 2002    |
| 2       | Вавилов Андрей Петрович       | 28 мая 2002 — 17 марта 2010      |
| 3       | Калинин Юрий Иванович         | 31 марта 2010 — 22 октября 2012  |
| 4       | Глебова Любовь Николаевна     | 22 октября 2012 — 22 марта 2015  |
| 5       | Кондрашин Виктор Викторович   | 11 августа 2015 — сентября 2017  |
| 6       | Мельниченко Олег Владимирович | 26 сентября 2017 — 26 марта 2021 |
| 7       | Лазуткина Юлия Викторовна     | 29 апреля 2021 — настоящее время |

## Интересные факты
- Единственный раз за всю историю Законодательного собрания лишь депутаты первого созыва избрали председателя на альтернативной основе (в противовес Ю. Вечкасову выдвигался А. Глухов).